# Bahamas en los Juegos Olímpicos de París 2024
Bahamas estuvo representada los Juegos Olímpicos de París 2024 por un total de 18 deportistas que compitieron en 2 deportes. Responsable del equipo olímpico es el Comité Olímpico de Bahamas, así como las federaciones deportivas nacionales de cada deporte con participación.
Los portadores de la bandera en la ceremonia de apertura fueron los atletas Steven Gardiner y Devynne Charlton.
El equipo olímpico de Bahamas no obtuvo ninguna medalla en estos Juegos.